# Landtagswahlkreis Plön-Ostholstein
Der Landtagswahlkreis Plön-Süd-Ostholstein (Wahlkreis 16) ist ein Landtagswahlkreis in Schleswig-Holstein.
Er umfasst vom Kreis Plön die Städte Plön und Preetz, die Ämter Bokhorst-Wankendorf und Preetz-Land und die Gemeinden Ascheberg, Bönebüttel und Bösdorf und Teile des Amtes Großer Plöner See sowie vom Kreis Ostholstein: Eutin, Malente und Bosau. Der Wahlkreis gilt als Hochburg der CDU. Lediglich bei der ersten Landtagswahl 1947 und von 1987 bis 2000 konnte die SPD den Wahlkreisabgeordneten stellen.

## Zuschnittsänderungen und Umbenennung
Zur Landtagswahl 2012 trug der Wahlkreis die Bezeichnung Plön-Süd/Eutin (Wahlkreis 17) und umfasste vom Kreis Plön die Städte Plön und Preetz, die Ämter Bokhorst-Wankendorf und Preetz-Land sowie vom Amt Großer Plöner See die Gemeinden Ascheberg (Holstein), Bösdorf, Bosau, Großbarkau, Honigsee, Kirchbarkau, Klein Barkau, Kühren, Löptin, Nettelsee, Pohnsdorf, Postfeld, Schellhorn, Wahlstorf und Warnau  und von der Gemeinde Schwentinental das Gebiet der ehemaligen Gemeinde Raisdorf sowie vom Kreis Ostholstein die Stadt Eutin und die amtsfreie Gemeinde Ahrensbök.
Bis 2009 hieß der Wahlkreis Plön-Süd (Wahlkreis 19) und umfasste vom Kreis Plön die Städte Plön und Preetz, die damals noch selbständige Gemeinde Raisdorf und die Ämter Bokhorst-Wankendorf, Preetz-Land und Teile des Amts Großer Plöner See.

## Landtagswahl 2022
Die Landtagswahl 2022 ergab folgendes vorläufiges Ergebnisse:
| Gegenstand der Nachweisung | Gegenstand der Nachweisung | Erst- stimmen | Erst- stimmen | Zweit- stimmen | Zweit- stimmen |
| Bewerber                   | Partei                     | Anzahl        | %             | Anzahl         | %              |
| -------------------------- | -------------------------- | ------------- | ------------- | -------------- | -------------- |
| Wahlberechtigte            | Wahlberechtigte            | 70.576        | 70.576        | 70.576         | 70.576         |
| Wähler                     | Wähler                     | 44.451        | 44.451        | 44.451         | 44.451         |
| Ungültige Stimmen          | Ungültige Stimmen          | 672           | 1,5           | 292            | 0,7            |
| Gültige Stimmen            | Gültige Stimmen            | 43.779        | 98,5          | 44.159         | 99,3           |
| davon                      |                            |               |               |                |                |
| Tim Brockmann              | CDU                        | 20.417        | 46,6          | 20.626         | 46,7           |
| Aylin Cerrah               | SPD                        | 8.073         | 18,4          | 6.298          | 14,3           |
| Dirk Kock-Rohwer           | GRÜNE                      | 8.585         | 19,6          | 7.985          | 18,1           |
| Knut Voigt                 | FDP                        | 2.124         | 4,9           | 2.806          | 6,4            |
| Dennis Wamhoff             | AfD                        | 1.879         | 4,3           | 1.918          | 4,3            |
| Jörg Schröder              | DIE LINKE                  | 730           | 1,7           | 676            | 1,5            |
| –                          | SSW                        | –             | –             | 1.820          | 4,1            |
| –                          | PIRATEN                    | –             | –             | 148            | 0,3            |
| David Gutzeit              | FREIE WÄHLER               | 543           | 1,2           | 276            | 0,6            |
| Nils-Henrik Köhler         | Die PARTEI                 | 718           | 1,6           | 422            | 1,0            |
| –                          | Z.                         | –             | –             | 40             | 0,1            |
| Jörn Kröger                | dieBasis                   | 710           | 1,6           | 683            | 1,5            |
| –                          | Die Humanisten             | –             | –             | 30             | 0,1            |
| –                          | Gesundheitsforschung       | –             | –             | 40             | 0,1            |
| –                          | Tierschutzpartei           | –             | –             | 288            | 0,7            |
| –                          | Volt                       | –             | –             | 103            | 0,2            |

Der Wahlkreis wurde bis zur Mandatsniederlegung im Juni 2023 durch den direkt gewählten Abgeordneten Tim Brockmann (CDU) vertreten, der dem Landtag ab 2017 angehörte. Zudem wurde auch der Direktkandidat der Grünen, Dirk Kock-Rohwer, über die Landesliste seiner Partei gewählt.

## Landtagswahl 2017
| Direktkandidat  | Partei     | Erststimmen in % | Zweitstimmen in % |
| --------------- | ---------- | ---------------- | ----------------- |
| Tim Brockmann   | CDU        | 41,5             | 34,2              |
| Regina Poersch  | SPD        | 32,3             | 25,9              |
| Martin Drees    | GRÜNE      | 9,6              | 14,6              |
| Dirk Meußer     | FDP        | 6,9              | 11,6              |
| Niclas Köser    | PIRATEN    | 1,7              | 1,3               |
| -               | SSW        | -                | 1,8               |
| Bernd Friedrich | LINKE      | 3,0              | 3,1               |
| -               | FAMILIE    | -                | 0,6               |
| −               | FW         | –                | 0,6               |
| Dennis Wamhoff  | AfD        | 5,0              | 5,4               |
| -               | LKR        | -                | 0,2               |
| –               | Die Partei | –                | 0,4               |
| –               | Z.SH       | –                | 0,2               |

Der Wahlkreis wurde durch den neuen Wahlkreisabgeordneten Tim Brockmann (CDU) vertreten, der dem langjährigen CDU-Abgeordneten Peter Sönnichsen nachfolgte. Außer ihm wurde die SPD-Kandidatin Regina Poersch über die Landesliste ihrer Partei gewählt.

## Landtagswahl 2012
| Direktkandidat         | Partei         | Erststimmen in % | Zweitstimmen in % |
| ---------------------- | -------------- | ---------------- | ----------------- |
| Peter Sönnichsen       | CDU            | 37,8             | 31,1              |
| Regina Poersch         | SPD            | 36,5             | 30,6              |
| Ingrid Brand-Hückstädt | FDP            | 3,9              | 8,7               |
| Gerd Dreßler           | GRÜNE          | 11,1             | 14,7              |
| Kay Herrmann           | LINKE          | 2,0              | 1,8               |
| -                      | SSW            | -                | 2,9               |
| Alexander Levin        | PIRATEN        | 7,4              | 7,8               |
| −                      | FW             | –                | 0,8               |
| -                      | NPD            | -                | 0,7               |
| -                      | FAMILIE        | -                | 1,2               |
| -                      | MUD            | -                | 0,1               |
| Frank Schepke          | Einzelbewerber | 1,3              | -                 |

Neben dem wiedergewählten Wahlkreisabgeordneten Peter Sönnichsen (CDU), der dem Landtag seit 2005 angehörte, wurde die SPD-Kandidatin Regina Poersch, die ebenso lange bereits Landtagsabgeordnete war, über die Landesliste ihrer Partei gewählt. Hingegen schied die bisherige FDP-Abgeordnete Ingrid Brand-Hückstedt aus dem Parlament aus, da ihr Listenplatz aufgrund der FDP-Verluste nicht für den Wiedereinzug ausreichte.

## Landtagswahl 2009
| Direktkandidat    | Partei         | Erststimmen in % | Zweitstimmen in % |
| ----------------- | -------------- | ---------------- | ----------------- |
| Peter Sönnichsen  | CDU            | 38,5             | 31,8              |
| Henning Höppner   | SPD            | 30,4             | 25,2              |
| Christiane Coenen | FDP            | 10,6             | 15,6              |
| Axel Hilker       | GRÜNE          | 12,4             | 13,7              |
| -                 | SSW            | -                | 3,3               |
| Kay Herrmann      | LINKE          | 4,7              | 5,0               |
| -                 | PIRATEN        | -                | 1,5               |
| -                 | NPD            | -                | 0,9               |
| Roger Barenscheer | FW SH          | 2,1              | 1,4               |
| -                 | RENTNER        | -                | 0,5               |
| -                 | FAMILIE        | -                | 0,9               |
| -                 | RRP            | -                | 0,2               |
| -                 | IPD            | -                | 0,1               |
| Frank Schepke     | Einzelbewerber | 1,3              | -                 |

Neben dem wiedergewählten Wahlkreisabgeordneten Peter Sönnichsen (CDU), wurde der SPD-Kandidat Henning Höppner über die Landesliste seiner Partei gewählt.

## Landtagswahl 2005
| Direktkandidat   | Partei  | Erststimmen in % | Zweitstimmen in % |
| ---------------- | ------- | ---------------- | ----------------- |
| Henning Höppner  | SPD     | 41,7             | 38,9              |
| Peter Sönnichsen | CDU     | 45,1             | 40,8              |
| Martin Wolf      | FDP     | 6,0              | 6,7               |
| Martin Klempt    | GRÜNE   | 7,3              | 6,5               |
| -                | SSW     | -                | 2,6               |
| -                | NPD     | -                | 1,8               |
| -                | FAMILIE | -                | 1,0               |
| -                | Übrige  | -                | 1,7               |

Neben dem erstmals gewählten Wahlkreisabgeordneten Peter Sönnichsen (CDU), wurde sein Vorgänger Henning Höppner (SPD) über die Landesliste seiner Partei gewählt.

## Wahlkreissieger seit 1947
Bisherige Wahlkreisabgeordnete des Wahlkreises Plön-Ostholstein und seiner Vorgängerwahlkreise waren:
| Wahl | Name             | Partei | Stimmenanteil in % |
| ---- | ---------------- | ------ | ------------------ |
| 2022 | Tim Brockmann    | CDU    | 46,6               |
| 2017 | Tim Brockmann    | CDU    | 41,5               |
| 2012 | Peter Sönnichsen | CDU    | 37,8               |
| 2009 | Peter Sönnichsen | CDU    | 38,5               |
| 2005 | Peter Sönnichsen | CDU    | 45,1               |
| 2000 | Henning Höppner  | SPD    | 48,6               |
| 1996 | Sabine Schröder  | SPD    | 39,8               |
| 1992 | Sabine Schröder  | SPD    | 44,9               |
| 1988 | Sabine Schröder  | SPD    | 55,0               |
| 1987 | Sabine Schröder  | SPD    | 44,8               |
| 1983 | Günter Flessner  | CDU    |                    |
| 1979 | Günter Flessner  | CDU    | 52,4               |
| 1975 | Günter Flessner  | CDU    | 54,6               |
| 1971 | Günter Flessner  | CDU    | 55,5               |
| 1967 | Carl Jensen      | CDU    | 47,7               |
| 1962 | Gerhard Gerlich  | CDU    | 44,5               |
| 1958 | Gerhard Gerlich  | CDU    | 47,7               |
| 1954 | Gerhard Gerlich  | CDU    | 37,5               |
| 1950 | Gerhard Gerlich  | CDU    | 42,3               |
| 1947 | Theodor Werner   | SPD    | 45,9               |